# Coco Martin
Coco Martin (Cidade Quezon, 1 de novembro de 1981) é um ator filipino.

## Filmografia

### Televisão
- Ang Probinsyano (ABS-CBN, 2015-2016) - Ricardo "Cardo" Dalisay / Dominador "Ador" de Leon
- Juan dela Cruz (ABS-CBN, 2013) - Juan dela Cruz
- Kahit Konting Pagtingin (ABS-CBN, 2013) - ônibus de passageiros
- Walang Hanggan (ABS-CBN, 2013) - Daniel Montenegro
- Growing Up (ABS-CBN, 2011-2012) - Asiong
- 100 Days to Heaven (ABS-CBN, 2011) - Tagabantay (jovem)
- Minsan Lang Kita Iibigin (ABS-CBN, 2011) - Alexander del Tierro / Javier del Tierro
- Agimat Presents: Tonyong Bayawak (ABS-CBN, 2011) - Antonio "Tonyo" dela Cruz / Tonyong Bayawak
- 1DOL (ABS-CBN, 2010) - Fernando "Lando" Lagdameo
- Kung Tayo'y Magkakalayo (ABS-CBN, 2010) - Ringo Quijano Crisanto
- Nagsimula sa Puso (ABS-CBN, 2009-2010) - Carlo Pagdanganan
- Komiks Presents: Mars Ravelo's Nasaan Ka, Maruja? (ABS-CBN, 2009) - James
- Tayong Dalawa (ABS-CBN, 2009) - Ramon Dionisio Lecumberri
- Komiks Presents: Mars Ravelo's Tiny Tony (ABS-CBN, 2008) - Billy
- Ligaw na Bulaklak (ABS-CBN, 2008) - Ronel/Chris Alegro
- MMK (ABS-CBN, 2008-2013)
- Daisy Siete (GMA Network)
- Mga Kwento ni Lola Basyang (GMA Network)

### Filmes
- A Moment in Time (2013)
- 24/7 In Love (2012)
- Sta. Niña (2012)
- Born to Love You (2012)
- Captive (2012)
- Sa 'yo Lamang (2010)
- Noy (2010)
- Soliloquy (2009)
- Kinatay (2009)
- Next Attraction (2008)
- Tiltil (2008)
- Jay (2008)
- Serbis (2008)
- Daybreak (2008)
- Condo (2008)
- Batanes (2007)
- Tambolista (2007)
- Nars (2007)
- Pi7ong Tagpo (2007)
- Ataul: For Rent (2007)
- Foster Child (2007)
- Siquijor: Mystic Island (2007)
- Kaleldo (2006)
- Masahista (2005)
- Ang agimat: Anting-anting ni Lolo (2002)
- Lux Text (2001)